# Sarcophaga teretirostris
Sarcophaga teretirostris är en tvåvingeart som beskrevs av Louis Pandellé 1896. 
Sarcophaga teretirostris ingår i släktet Sarcophaga och familjen köttflugor. Artens utbredningsområde är Frankrike. Inga underarter finns listade i Catalogue of Life.